# Okoberg
De Okoberg of Okobergi is een berg in Sipaliwini in Suriname.
De berg is een grote granietrots van rond de 200 tot 250 meter hoog. Hij is te voet in ongeveer drie uur tijd te bereiken vanaf Kajana aan de Gran Rio. Vanaf de berg is er zicht over de ruime regio en op papagaaien die in groepen boven de bomen vliegen. De stilte wordt overstemd door kikkers en brulapen.